# Willie Jenkins
Willie Jenkins (Flint, 20 dicembre 1981) è un ex cestista statunitense, professionista nella NBDL e in Europa.